# 移覺
移覺，錢鍾書稱其為通感，是一種運用具體生動的語言，將某一種感官的感覺移到另一種感官上，透過更換感受角度來描述事物的性狀和情貌的修辭方式。

## 例句

### 「聽覺」移覺「觸覺」
- 「五臟六腑理，像熨斗熨過，無一處不服貼。」（劉鶚〈明湖居聽書〉）
- 「像喫了人參果，無一個毛孔不暢快。」（劉鶚〈明湖居聽書〉）

### 「聽覺」移覺「視覺」
- 「忽然拔了一個尖兒，像一線鋼絲拋入天際。」（劉鶚〈明湖居聽書〉）
- 「恍如由傲來峰西面攀登泰山的景象──初看傲來峰削壁千仞，以為上與天通；及至翻到傲來峰頂，才見扇子崖更在傲來峰上；及至翻到扇子崖，又見南天門更在扇子崖上。」（劉鶚〈明湖居聽書〉）
- 「如一條飛蛇在黃山三十六峰半中腰裡盤旋穿插。」（劉鶚〈明湖居聽書〉）
- 「像放那東洋煙火，一個彈子上天，隨化作千百到五色火光，縱橫散亂。」（劉鶚〈明湖居聽書〉）
- 「蟬聲宛如狂浪淘沙般地攫走了你緊緊扯在手裡的輕愁。」（簡媜〈夏之絕句〉）

### 「視覺」移覺「聽覺」
- 「三粒苦松子 / 沿著路標一直滾到我的腳前 / 伸手抓起 / 竟是一把鳥聲。」（洛夫〈隨雨聲入山而不見雨〉）
- 「好一團波濤洶湧大合唱的紫色。」（周夢蝶〈牽牛花〉）

### 「嗅覺」移覺「聽覺」
- 「微風過處，送來縷縷清香，彷彿遠處高樓上緲茫的歌聲似的。」（朱自清〈荷塘月色〉）